# 橫紋尖吻慈鯛
橫紋尖吻慈鯛為輻鰭魚綱鱸形目隆頭魚亞目慈鯛科的其中一種，被IUCN列為易危保育類動物，分布於非洲馬拉威湖流域，為特有種，體長可達14公分，棲息在岩石底質水域，以藻類及浮游生物為食，生活習性不明，可作為觀賞魚。

## 擴展閱讀
維基物種上的相關：橫紋尖吻慈鯛